# Elkalyce rufomaculata
Elkalyce rufomaculata är en fjärilsart som beskrevs av Courvoisier 1920. Elkalyce rufomaculata ingår i släktet Elkalyce och familjen juvelvingar. Inga underarter finns listade i Catalogue of Life.